# Radagajs

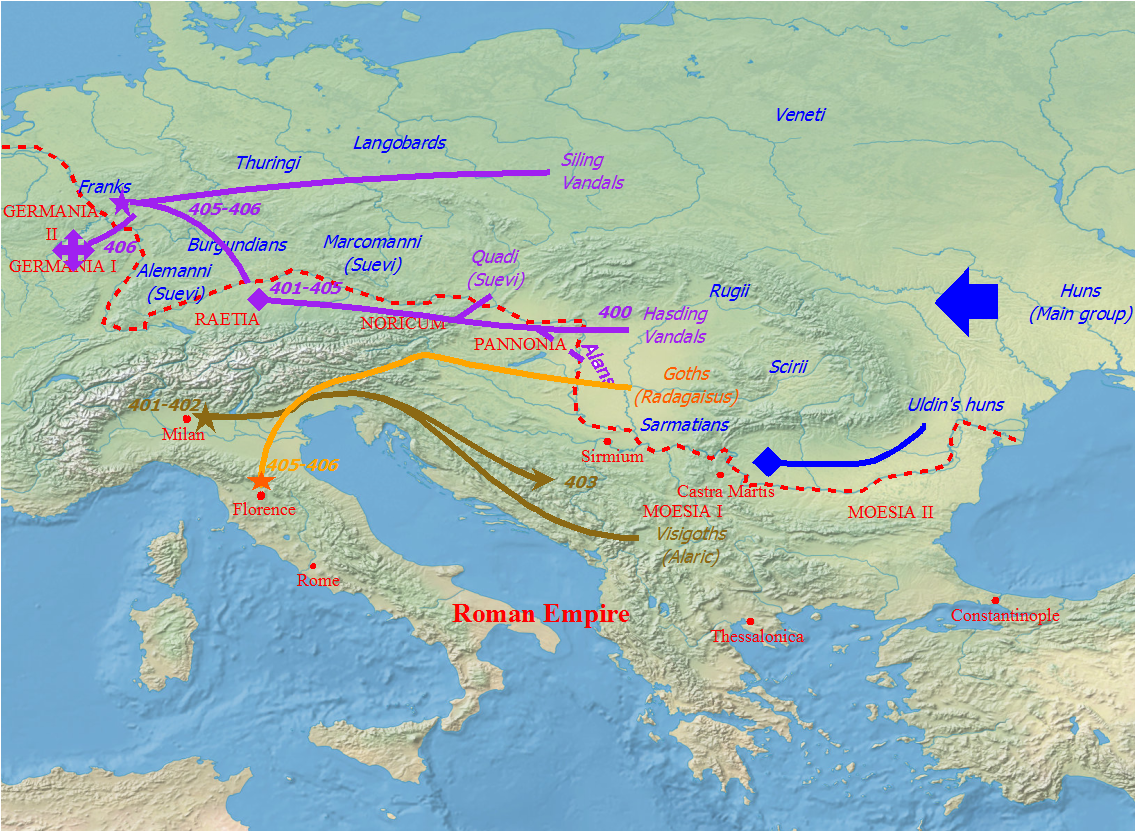
     Kierunki najazdu Radagajsa

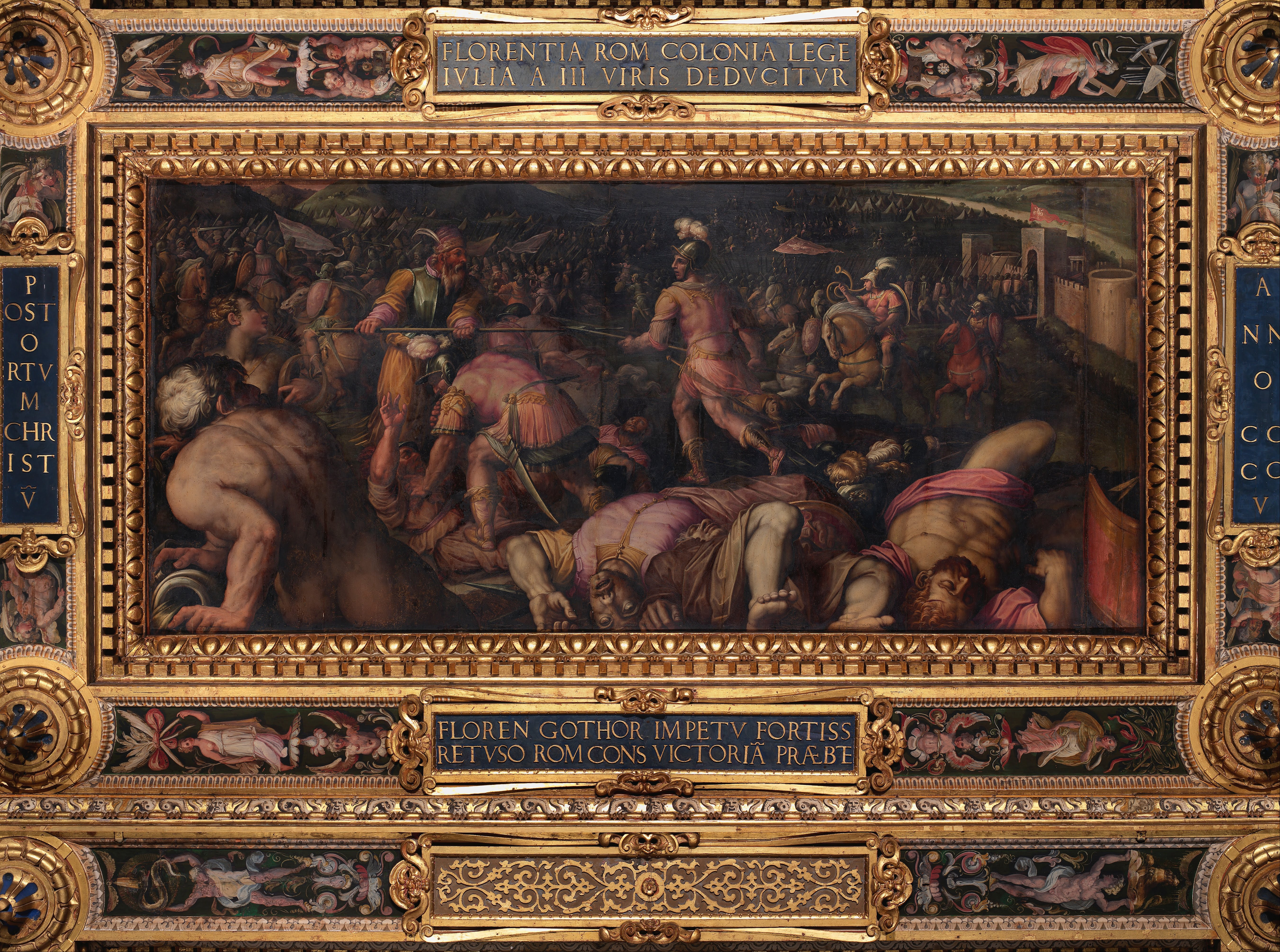
Giorgio Vasari, Sconfitta di Radagaiso presso Fiesole, 1563-1565

Radagajs, Radagais (łac. Radagaisus, zm. 23 sierpnia 406) – wódz gocki, stał na czele wielkiego najazdu na Italię w latach 405–406.

## Przebieg najazdu
Radagajs był prawdopodobnie Ostrogotem wyznania pogańskiego. Współczesny mu historyk Orozjusz nazywał go "poganinem i Scytą". Na przełomie IV i V wieku został przywódcą hordy składającej się z różnych plemion germańskich najprawdopodobniej uciekających przed Hunami z terenów Wielkiej Niziny Węgierskiej, do których przyłączyły się plemiona nadreńskie. Według Orozjusza prowadził  200 tysięcy wojowników, natomiast Zosimos przypisuje mu dowództwo nad 400 tysiącami, co podkreśla jedynie wielką liczbę najeźdźców.
W roku 405 armia Radagajsa sforsowała rzekę Dunaj i najechała Cesarstwo zachodniorzymskie, kierując się w stronę Italii. Pojawienie się barbarzyńców na południe od Alp spowodowało panikę wśród Rzymian. Stylichon – naczelny dowódca armii, faktycznie rządzący państwem jako regent w imieniu nieletniego cesarza Honoriusza od czasu jego koronacji, padł ofiarą oskarżeń o nieudolność. Do walki z Radagajsem przygotował wielką armię — powołał trzydzieści jednostek armii polowej z Italii, kontyngent złożony najprawdopodobniej z oddziałów broniących granicy na Renie oraz alańskie i huńskie oddziały pomocnicze. Ściągnięto też oddziały z Brytanii. W walce z Radagajsem wspierali Stylichona wizygocki dowódca Sarus oraz Hun Uldin. Zorganizowanie tak dużej siły trwało długo, dzięki czemu najeźdźcy mogli łupić północną Italię bez przeszkód przez kilka miesięcy.
Radagajs podzielił swoje oddziały łupiące Italię na trzy części. Największy z nich pod jego dowództwem oblegał Florencję, kiedy w końcu armia Stylichona dotarła na miejsce, zmuszając przeciwnika do wycofania się na wzgórza Faesulae w Etrurii (obecnie Fiesole), gdzie został zablokowany i odcięty od aprowizacji. Radagajs został schwytany podczas próby ucieczki i stracony przez ścięcie przed bramami Florencji 23 sierpnia 406, jego oddziały rozproszone, część schwytanych została sprzedana w niewolę, część wcielona do rzymskiej armii. Według Orozjusza 12 tysięcy Gotów "szlachetnego pochodzenia" zostało włączonych do armii Stylichona. Dla uczczenia zwycięstwa nad Radagajsem wzniesiono w Rzymie łuk triumfalny.

## Konsekwencje najazdu
Bezpośrednim następstwem najazdu Radagajsa było poważne osłabienie granicy rzymskiej na Renie, gdyż po ściągnięciu stamtąd galijskich legionów, pozostawiono obronę tylko sprzymierzonym Frankom, którzy okazali się niewystarczającą przeszkodą dla nowych najeźdźców. W efekcie tego 31 grudnia 406 roku doszło do przerwania granicy na Renie. Całą Galię zalali Wandalowie, Alanowie, i Swebowie (Swewowie) do których później dołączyli Burgundowie. Jednocześnie z Brytanii na kontynent przybył ówczesny uzurpator Konstantyn III (407–411), którego poparła ludność Galii widząc w nim wybawcę przed barbarzyńcami.
Powyższe wydarzenia spowodowały, że rządca Cesarstwa zachodniego Stylichon, oskarżony o rzekome sprowadzenie barbarzyńców i planowanie uzurpacji, został stracony w 408 roku. Po jego śmierci wojownicy Radagajsa wcieleni do armii rzymskiej przyłączyli się do Gotów Alaryka.